# Snowboard ai I Giochi olimpici giovanili invernali - Slopestyle maschile
La gara dello slopestyle ragazzi di snowboard ai I Giochi olimpici giovanili invernali di Innsbruck 2012 si è tenuta sulla pista di Kühtai il 19 gennaio. Hanno preso parte a questa gara 28 atleti in rappresentanza di 18 nazioni.

## Risultato

### Qualificazioni

#### Batteria 1
| Pos. | Pett. | Atleta             | Nazione     | punteggio 1ª manche | punteggio 2ª manche | Miglior punteggio | Note |
| ---- | ----- | ------------------ | ----------- | ------------------- | ------------------- | ----------------- | ---- |
| 1    | 10    | Michael Ciccarelli | Canada      | 86.50               | 90.75               | 90.75             | Q    |
| 2    | 4     | Max Raymer         | Stati Uniti | 74.25               | 80.75               | 80.75             | Q    |
| 3    | 6     | Lucas Baume        | Svizzera    | 79.75               | 29.25               | 79.75             | Q    |
| 4    | 7     | Tuomas Pohjonen    | Finlandia   | 74.00               | 76.25               | 76.25             | Q    |
| 5    | 12    | Ludvig Billtoft    | Svezia      | 73.75               | 43.50               | 73.75             | Q    |
| 6    | 2     | Tim-Kevin Ravnjak  | Slovenia    | 43.75               | 73.25               | 73.25             | Q    |
| 7    | 11    | Kalle Jarvilehto   | Finlandia   | 69.00               | 43.50               | 69.00             | Q    |
| 8    | 3     | Georgi Michalov    | Bulgaria    | 50.25               | 65.00               | 65.00             | Q    |
| 9    | 5     | Manex Azula        | Spagna      | 40.00               | 62.25               | 62.25             | Q    |
| 10   | 1     | Johannes Höpfl     | Germania    | 13.50               | 60.50               | 60.50             |      |
| 11   | 13    | Stef Van Deursen   | Belgio      | 59.00               | 42.75               | 59.00             |      |
| 12   | 14    | Florian Prietl     | Austria     | 42.75               | 45.25               | 45.25             |      |
| 13   | 8     | Yannis Tourki      | Francia     | 38.00               | 35.25               | 38.00             |      |
| 14   | 9     | Ivan Kardonov      | Russia      | 33.75               | 34.50               | 34.50             |      |

#### Batteria 2
| Pos. | Pett. | Atleta                     | Nazione       | punteggio 1ª manche | punteggio 2ª manche | Miglior punteggio | Note |
| ---- | ----- | -------------------------- | ------------- | ------------------- | ------------------- | ----------------- | ---- |
| 1    | 20    | Ben Ferguson               | Stati Uniti   | 80.50               | 90.25               | 90.25             | Q    |
| 2    | 22    | Sebbe De Buck              | Belgio        | 84.25               | 58.00               | 84.25             | Q    |
| 3    | 19    | Tyler Nicholson            | Canada        | 55.75               | 82.75               | 82.75             | Q    |
| 4    | 17    | David Hablützel            | Svizzera      | 75.00               | 68.75               | 75.00             | Q    |
| 5    | 27    | Jan Kralj                  | Slovenia      | 73.75               | 51.00               | 73.75             | Q    |
| 6    | 26    | Ondrej Porkert             | Rep. Ceca     | 46.00               | 69.50               | 69.50             | Q    |
| 7    | 25    | Lewis Courtier-Jones       | Regno Unito   | 68.50               | 47.75               | 68.50             | Q    |
| 8    | 18    | Andre Christian Escobar    | Cile          | 43.75               | 66.75               | 66.75             | Q    |
| 9    | 21    | Jesse Augustinus           | Paesi Bassi   | 38.50               | 61.25               | 61.25             | Q    |
| 10   | 24    | Tim Herbert                | Nuova Zelanda | 44.50               | 57.00               | 57.00             |      |
| 11   | 15    | Philipp Wilhelm Kundratitz | Austria       | 46.50               | 41.75               | 46.50             |      |
| DNS  | 16    | Linus Birkendahl           | Germania      | DNS                 | DNS                 | DNS               |      |
| DNS  | 23    | Hamish Bagley              | Nuova Zelanda | DNS                 | DNS                 | DNS               |      |
| DNS  | 28    | Victor Habermacher         | Francia       | DNS                 | DNS                 | DNS               |      |

### Finale
| Pos. | Pett. | Atleta                  | Nazione     | punteggio 1ª manche | punteggio 2ª manche | Miglior punteggio |
| ---- | ----- | ----------------------- | ----------- | ------------------- | ------------------- | ----------------- |
|      | 10    | Michael Ciccarelli      | Canada      | 85.75               | 94.25               | 94.25             |
|      | 20    | Ben Ferguson            | Stati Uniti | 87.50               | 90.25               | 90.25             |
|      | 17    | David Hablützel         | Svizzera    | 57.75               | 87.50               | 87.50             |
| 4    | 27    | Jan Kralj               | Slovenia    | 58.50               | 85.25               | 85.25             |
| 5    | 4     | Max Raymer              | Stati Uniti | 39.25               | 85.00               | 85.00             |
| 6    | 19    | Tyler Nicholson         | Canada      | 44.25               | 84.00               | 84.00             |
| 7    | 7     | Tuomas Pohjonen         | Finlandia   | 80.25               | 46.50               | 80.25             |
| 8    | 26    | Ondrej Porkert          | Rep. Ceca   | 24.25               | 75.50               | 75.50             |
| 9    | 18    | Andre Christian Escobar | Cile        | 32.75               | 60.00               | 60.00             |
| 10   | 6     | Lucas Baume             | Svizzera    | 51.25               | 57.25               | 57.25             |
| 11   | 11    | Kalle Jarvilehto        | Finlandia   | 32.00               | 56.00               | 56.00             |
| 12   | 12    | Ludvig Billtoft         | Svezia      | 44.75               | 55.50               | 55.50             |
| 13   | 3     | Georgi Michalow         | Bulgaria    | 47.50               | 48.25               | 48.25             |
| 14   | 22    | Sebbe De Buck           | Belgio      | 28.00               | 43.50               | 43.50             |
| 15   | 2     | Tim-Kevin Ravnjak       | Slovenia    | 41.75               | 41.75               | 41.75             |
| 16   | 25    | Lewis Courtier-Jones    | Regno Unito | 39.50               | 32.00               | 39.50             |
| 17   | 5     | Manex Azula             | Spagna      | 29.00               | 33.50               | 33.50             |
| 18   | 21    | Jesse Augustinus        | Paesi Bassi | 24.00               | 28.25               | 28.25             |

Legenda:
- Pos. = posizione
- Pett. = pettorale
- Q = qualificato per la finale
- DNS = non partito